# Oulad Abdoune
Oulad Abdoune  (in arabo أولاد عبدون‎?) è un centro abitato e comune rurale del Marocco situato nella provincia di Khouribga, regione di Béni Mellal-Khénifra. Conta una popolazione di 13 574 abitanti (censimento 2014).